# ミホミホマコト
ミホミホマコトは、朝日美穂、もりばやしみほ、川本真琴の三人による期間限定の音楽ユニットである。

## 概要
2006年夏に、ユニット結成を発表。2006年7月5日、DVD付きミニアルバム『ミホミホマコト』リリース。

## ディスコグラフィー

### アルバム
- ミホミホマコト - 2006年7月5日発売/ミニアルバム/DVDつき
  1. I want to be loved
  2. Gone The Rainbow
  3. Three Topazs
  4. Sunset Blue
  5. ラバトでキャメル
  6. I want to be loved (japanese version)